# Verneuil-Verfahren

Vereinfachtes Prozess-Schema des Verneuil-Verfahrens, das Kristallwachstum findet an der rot gezeichneten „Zuchtbirne“ statt

Das Verneuil-Verfahren ist ein tiegelfreies Flammschmelzverfahren für die Herstellung synthetischer Edelsteine, das 1902 vom französischen Chemiker Auguste Verneuil veröffentlicht wurde. Heute wird das Verneuil-Verfahren zur Herstellung von Saphirglas aus synthetischem Saphir verwendet, ursprünglich wurde das Verfahren für die Rubinsynthese entwickelt.

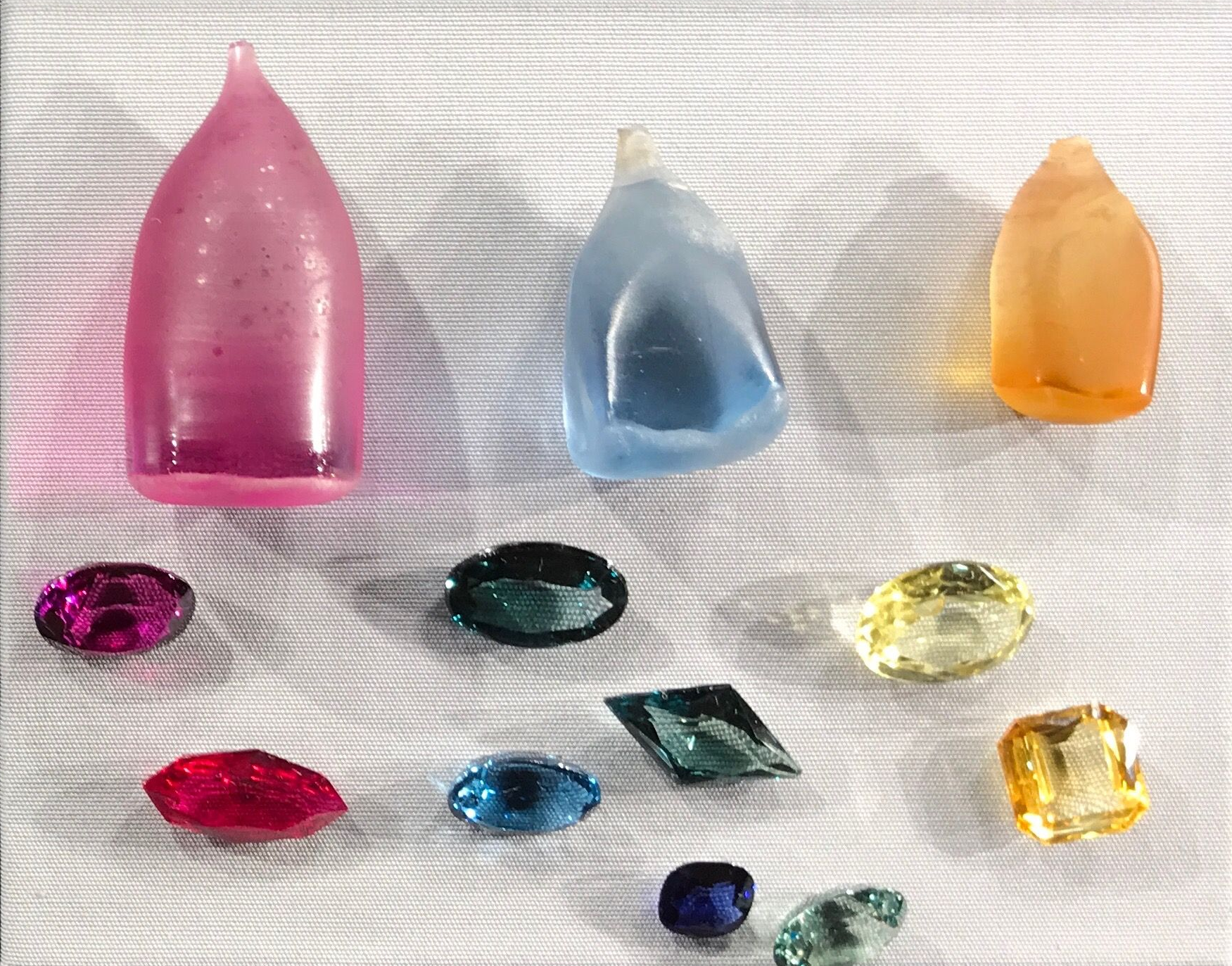
Synthetischer Korund nach dem Verneuil-Verfahren

## Durchführung
Eine Dosiereinrichtung enthält ein hochreines pulverförmiges Material, zum Beispiel Aluminiumoxid, das im Brennerrohr eines Brennofens mit Wasserstoff und Sauerstoff geschmolzen und Schicht für Schicht an einem Kristallkeim zum Erstarren gebracht wird. Während der Kristall in Form einer sogenannten „Zuchtbirne“ pro Stunde um etwa 5–20 mm wächst, wird er mit Hilfe einer Absenkungsvorrichtung langsam nach unten bewegt, damit er in der idealen Brennzone des Ofens bleibt. In Industrieanlagen sind in der Regel eine große Anzahl solcher Vorrichtungen angeordnet (auch 1000 und mehr). Die mit dem Verneuil-Verfahren gezüchteten Kristalle sind im Wesentlichen birnenförmig und haben eine Größe von ca. 20 bis 50 mm.